# روبرت جي. كوزينز
روبرت جي. كوزينز هو محامي وسياسي أمريكي، ولد في 31 يناير 1859، وتوفي في 20 يونيو 1933 في آيوا سيتي في الولايات المتحدة. نشط حزبياً في الحزب الجمهوري. وقد انتخب عضو مجلس النواب الأمريكي ‏.